# 司法試験
司法試験（しほうしけん、英:  Bar examination）とは、裁判官、検察官または弁護士になるための国家資格、すなわち法曹資格を付与するための国家試験をいう。国によっては判検弁統一の司法試験が存在しなかったり、司法試験自体が存在しない場合もある。

## 日本
日本においては、1923年（大正12年）以前は、判検弁統一の法曹資格試験は存在せず、裁判官と検察官の候補生である司法官試補（現行法における司法修習生に相当）の採用試験である判事検事登用試験と、弁護士試験が別個に行われていた。1923年（大正12年）の両試験廃止から1949年（昭和24年）の旧司法試験開始までは、高等試験司法科が統一の法曹国家試験となった。
新旧司法試験は、法曹、すなわち裁判官、検察官又は弁護士になろうとする者に対して、それに必要な学識及び応用能力を問うことを目的とした国家試験である（司法試験法1条）。直接的には、裁判所法66条2項で定める司法修習生になるための採用試験である。
2000年代以降、司法制度改革（法科大学院制度の導入）に伴って、司法試験の概要は大きく変化した。
2005年（平成17年）以前の司法試験および2006年（平成18年）から2011年（平成23年）までの移行期間中に現行の司法試験（当時の名称は「新司法試験」）と並行して実施された「旧司法試験」については「旧司法試験」を参照。2006年（平成18年）に始まった現行の司法試験については「司法試験 (日本)」を参照

## 日本国外

### オーストラリア
オーストラリアには司法試験に相当するものがなく、法学士もしくは法務博士の学位を取得後、法律事務所で実務修習を受けて適性があると評価された者のみが弁護士資格を得ることができる。

### 中華人民共和国
中国では、2001年から2017年までの間、国家司法考試（en:National_Judicial_Examination）が実施されていた。司法考試改革により、2018年からは国家統一法律職業資格考試（zh:国家统一法律职业资格考试）が実施されている。法官（裁判官）、検察官、律師（弁護士）、公証人等になるためには、国家統一法律職業資格考試に合格する必要がある。この試験を受験できるのは、中国国籍を有する者に限られている。

### 台湾
台湾ではかつての日本と同様に、弁護士国家試験と、裁判官、検察官の採用試験が別個に行われている。

### フランス
フランスにおいては、かつての日本と同様に、弁護士試験(実施主体は各弁護士会）と、司法官（裁判官、検察官）の事実上の採用試験である国立司法学院の入学試験が別個に行われている。

### ドイツ
ドイツでは司法試験は州政府によって行われ、そのうち第一次司法試験は大学の法学部の卒業資格試験も兼ねている。2年間の実務修習を終えて第二次司法試験に合格すると判検事および法学を専門とする行政官（日本のキャリア官僚に相当）に任官し、あるいは弁護士、公証人になることができる。第二次司法試験合格で得られる法曹資格は全州共通である。

### ハンガリー
ハンガリーにおける司法試験は"Jogi Szakvizsga"と呼ばれ、直訳すると法律専門職試験となる。試験は、
1. 刑法、刑事訴訟法、行刑法
2. 民法、民事訴訟法、経済法
3. 憲法、行政法、欧州連合法試験

の3科目からなり、合格すると法曹候補生になることができ、その後一定の実務経験を積むことで正式に判検事に任官、あるいは弁護士になることができる。

### 韓国
韓国における司法試験は、2009年の法曹養成制度の転換（大学→法学専門大学院→弁護士試験→合格により法曹資格取得）により、2017年の最終実施をもって廃止された。

### セルビア
セルビアにおける司法試験は"Правосудни испит"と呼ばれ、直訳すると法律専門職試験となる。
司法試験に合格すると、法曹の候補者になることができる。

### イギリス
イギリス（イングランド・ウェールズ）においては、法曹はバリスタ（法廷弁護士）とソリシタ（事務弁護士）に分かれており、いずれも大学法学士取得か共通資格試験合格ののち実務教育・実務研修を経て資格を取得できる。

### アメリカ合衆国
アメリカでは州ごとに司法試験が行われており、合格で得られる法曹資格は当該州限定である。司法試験の受験資格はアメリカ法曹協会が認証したロースクールで法務博士の学位を取得することである。外国の法曹資格を有する者や法律事務所で一定の実務経験を有する者に受験資格を認める州もある。
試験は州が独自に行うため範囲や難易度に差があったが、近年では多くの州で司法試験担当者全国協議会(National Conference of Bar. Examiners, NCBE)が作成した統一司法試験（Uniform Bar Examination (UBE)）が利用されている。なおUBEの利用は義務では無いため、独自の試験を継続する州もある。また多くの州ではUBEに加え文章作成や実務能力を測る独自のテストを追加している。